# 聖母被昇天 (チェラージ礼拝堂)
『聖母被昇天』（せいぼひしょうてん、伊: L'Assunzione della Vergine、英: Assumption of the Virgin ）は、イタリアのバロック絵画の巨匠アンニーバレ・カラッチがローマのサンタ・マリア・デル・ポポロ教会の有名なチェラージ礼拝堂のために描いた祭壇画である。1600-1601年に制作された。この絵画は、同礼拝堂の側壁にあるカラヴァッジョの2枚の絵画『ダマスカスへの途中の聖パウロの回心』と『聖ペテロの磔刑』ほどは知られていない。アンニーバレもカラヴァッジョもバロック絵画の発展において重要な画家であるが、その違いは衝撃的である。カラッチの聖母マリアは均等な光に輝き、調和を表しているが、カラヴァッジョの絵画は劇的な照明を当てられ、前面短縮法が施されている。

## 歴史
サンタ・マリア・デル・ポポロ教会の左側袖廊の礼拝堂は、教皇クレメンス8世の法的擁護者で財務官であったティベリオ・チェラージにより建立された。彼は1600年7月8日にその敷地を購入し、カルロ・マデルノにバロック様式で小さな建物を造るように依頼した。チェラージは、9月に側壁のために2点の絵画を制作する契約をカラヴァッジョと結んだ。祭壇のための別の絵画の契約が初期の段階でアンニーバレと結ばれたと想定されるが、この文書は保存されていない。アンニーバレによる絵画のため準備習作とスケッチがロイヤル・コレクションに保存されている。
絵画の委嘱は、当時のローマ画壇を主導する2人の画家たちになされることとなった。この時期、アンニーバレは、オドアルド・ファルネーゼ枢機卿のためにファルネーゼ宮殿の『天井フレスコ画』を描くのに忙しかった。おそらく宮殿における仕事量の増大のために、チェラージ礼拝堂の3点の天井フレスコ画はアンニーバレの意匠に従い、彼の弟子インチェンツォ・タッコーニ (Incenzo Tacconi) により制作された。この状況下で、カラッチとカラヴァッジョがお互いをライバル視する理由はほとんどなかったと、デニス・マホンは述べている。

ティベリオ・チェラージは1601年5月3日に死去し、礼拝堂に埋葬された。遺書の中で、彼はいまだ未完成であった礼拝堂を完成させる責任者としてマドンナ・デラ・コンソラツィオーネ (Madonna della Consolazione) 病院の神父たちを指名した。アンニーバレの祭壇画は、6月2日付のジュリオ・マンチーニによって書かれたと思われる知らせから類推して、おそらくすでに完成していた。
「礼拝堂の主要な絵画は言及したカラッチによるもので、全体としてそれら3点の絵画はすばらしい出来映えで、美しいものである」
アンニーバレの祭壇画が完成済みであったことは、ティベリオ・チェラージの死後に作成された彼の資産運用に関する文書でアンニーバレに対する支払いの記録がまったくないことによって裏付けられる。礼拝堂は、最終的に1606年11月11日に聖別され、「聖母の被昇天」に奉納された。

## 作品

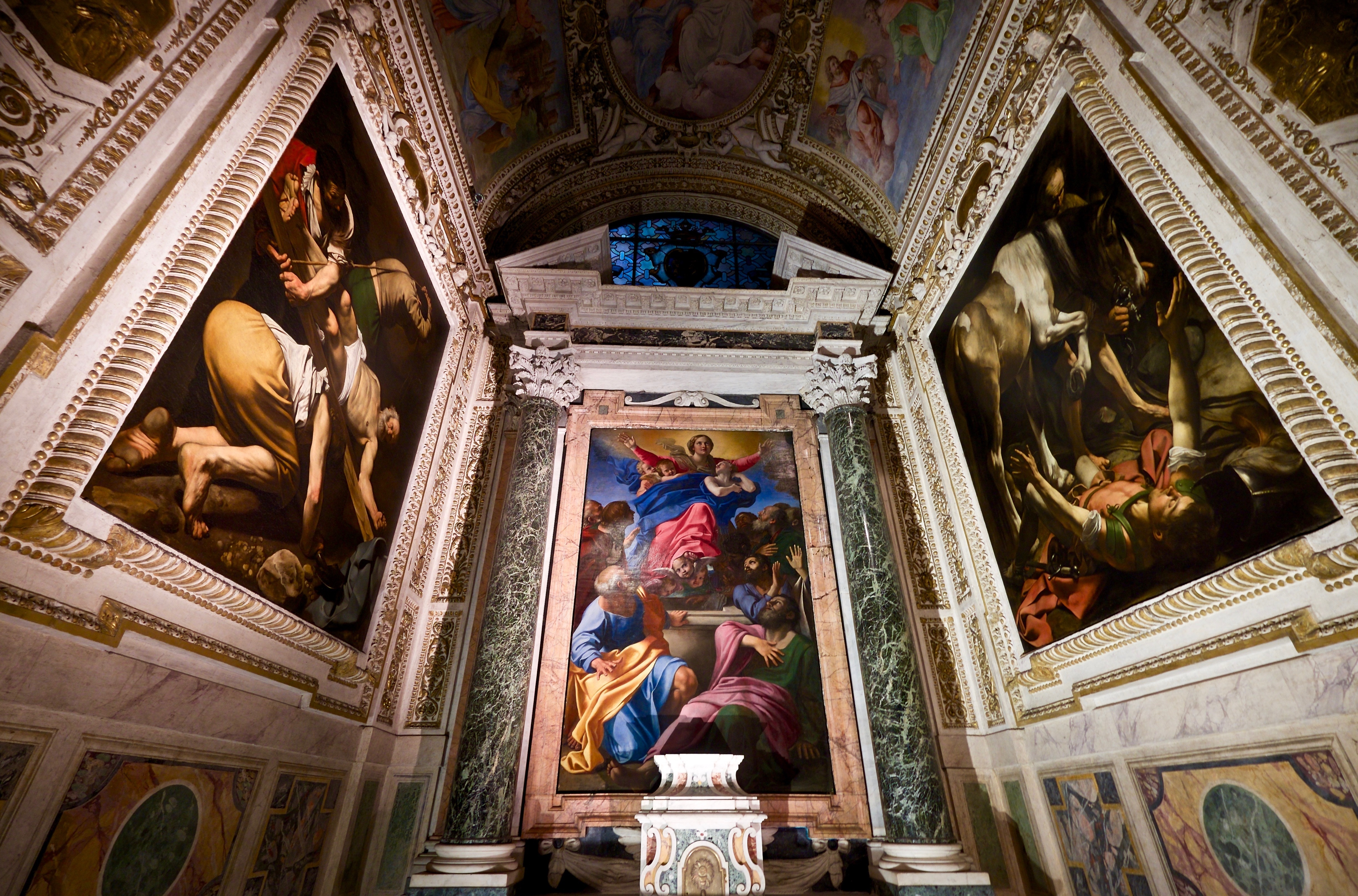
『聖母被昇天』は、より大きな一部として見るために考案された。

『聖母被昇天』の祭壇画は、その主題と空間的位置のために礼拝堂の装飾プログラムの中心である。この作品は、「聖母の被昇天」後の聖母の生涯 の中で最後の出来事を表す、円筒穹窿の中央円形画『聖母戴冠』の場面と強い主題的関連性を持っている。祭壇画『聖母被昇天』はまた、側壁にあるカラヴァッジョの2点の絵画との対話を設定する。『聖母被昇天』に描かれている使徒たちの中で最も重要な人物は前景の聖ペテロ (左側の老人) と聖パウロ (右側) であり、彼らの物語はカラヴァッジョの絵画にも描かれている (さらに、穹窿の側壁の絵画によっても描かれている)。このような主題及び構図的関連性は、祭壇画が単独の作品ではなく、より大きな全体の一部として見られるように構想されたことを証明している。
どちらかといえば込み入った構図は、人物が形成する三角形を中心に考案されている。それらの人物は、空になった墓から天使に伴われて上昇する聖母マリアと、畏敬とともに空を見上げる2人の使徒ペテロとパウロである。彼ら3人は、すべて明るい原色の服を纏っている。すなわち、赤色の上に青色 (聖母) 、青色の上に黄色 (ペテロ) 、緑色の上にピンク色 (パウロ) である。石棺の周囲の残りの空間は他の9人の使徒たちによって埋められており、彼らは全部で11人となる。「凝固した形態と込み入った構図は…『超理想的』様式への意識的転換と解釈されており、それは彼 (アンニーバレ) のボローニャ時代の暖かみと絵画的特質の代わりに古代彫刻とラファエロに負う様式への転換である。それでも、古代のレリーフもラファエロもそれぞれの絵画空間をこのように込み入ったものにはしなかった」と、アン・サザーランド・ハリスは述べている。
本作は、概ね西洋美術の「聖母の被昇天」を描写する図像的伝統にしたがっている。福音記者ヨハネ (左側) は、年上の髭のある使徒の中で髭のない青年として表されている。天使たちの集団にいる1人は、聖母の身体を天国に引き上げた大天使ミカエルと特定できる。右側の使徒は、空の石棺に見つかった埋葬用のリネンとバラを見つめている。聖ペテロと聖パウロが目立つ位置にいるのは、サンタ・マリア・デル・ポポロ教会のある地元ローマで殉教した2人に対する配慮である。
聖母は、上昇しているというより前方に飛び出してくるようである。それは、閉鎖された環境と祭壇のどちらかといえば低い位置というものを埋め合わせている。このようにして、『聖母被昇天』はチェラージ礼拝堂の細長い空間のはるか彼方から鑑賞者と出会い、聖母の動きの連続性のための理想的な場である袖廊からの可視性を保証する。その力学、感情の横溢、絵画と実際の空間との統合は非常に革新的な要素で、この絵画を当時ローマで制作されたものの中で比類ないものとしている。

## 影響

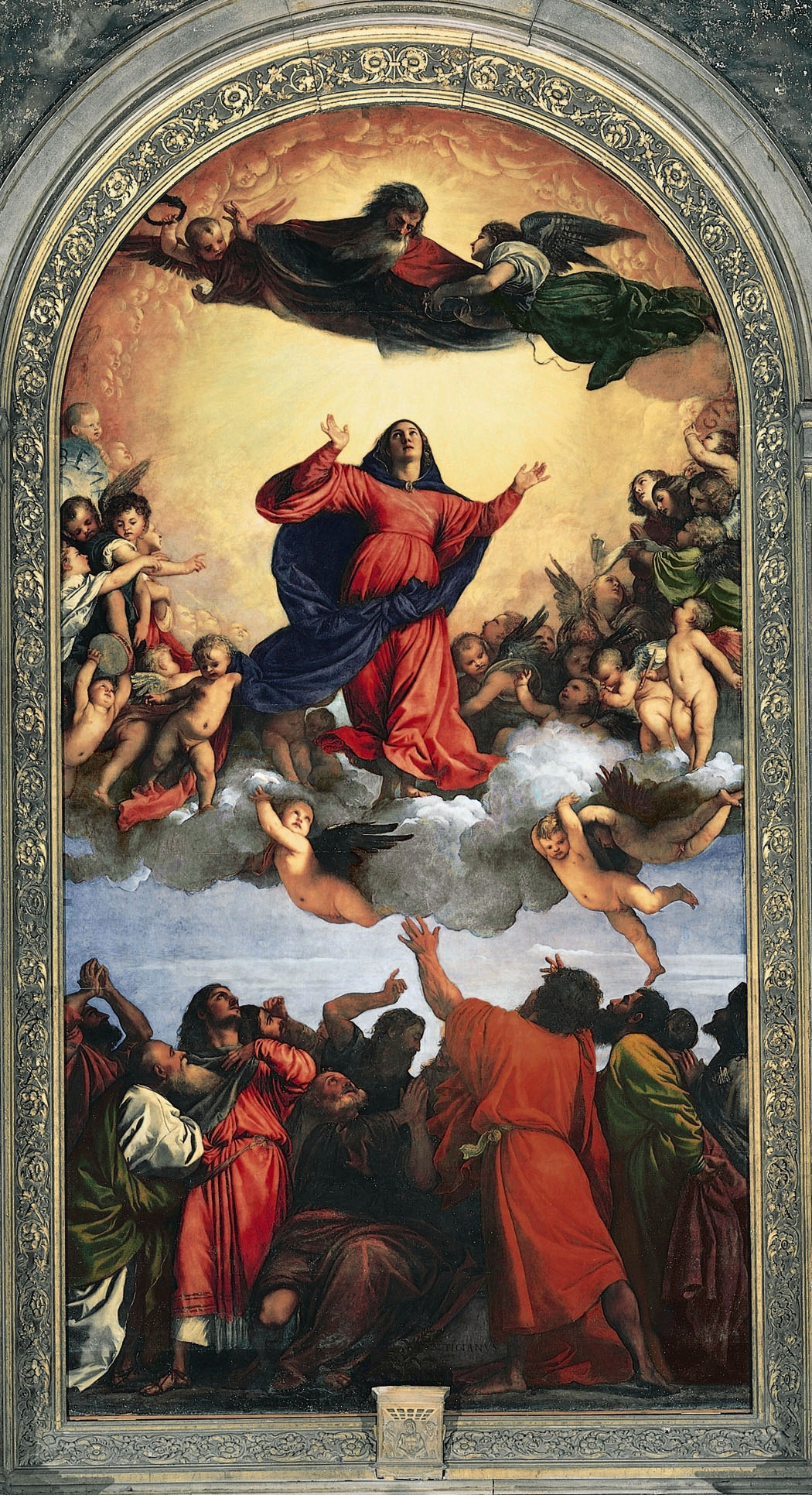
ティツィアーノ『聖母被昇天』サンタ・マリア・グロリオーザ・デイ・フラーリ聖堂 (ヴェネツィア)

本作の聖母マリアのモデルは、ローマのジェズ教会にあるジュゼッペ・ヴァレリアーノとシピオーネ・プルツォーネによる『聖母被昇天』の聖母マリアである。さらに本作の重要な先駆けとなったのは、カラッチが非常に愛好し、研究したラファエロの『キリストの変容』 (ヴァチカン美術館) であった。カラッチがラファエロから照明―人物像に彫像のような外観を与える強いスポットライトの効果―に関してインスピレーションを得たことは、本作の聖ペテロと『キリストの変容』で同じ位置にいる聖ペテロを比較すれば明らかである。ティツィアーノの『聖母被昇天』(サンタ・マリア・グロリオーザ・デイ・フラ―リ聖堂、ヴェネツィア) もまた、カラッチが本作を制作中に大きな影響を与えたかもしれない、もう1点の偉大なルネサンスの絵画であった。 その影響は、とりわけ深い影の中に横側の一部分だけが描かれている何人かの使徒たちの頭部に現れている。
礼拝堂にあるカラヴァッジョとアンニーバレの絵画の関係は、美術史において永遠の議論の対象である。それぞれの画家が「もう一方の絵画との直截的な対照の結果、自身の様式を微妙に変え」、「画面から突き出てくるような手と脚を持つアンニーバレの記念碑的な聖人たち」がカラヴァッジョに影響を与えた可能性があるように思われる。『聖母被昇天』はアンニーバレの絵画様式の転換点であり、 彼の以後の画業においては、画面は暗くなり、人物像はより大きく、記念碑的なものとなっていく。ドナルド・ポズナー (Donald Posner) は、本作の時期のアンニーバレの様式を「超理想的」と呼んだ。
この絵画は、17世紀の伝記作者たちによってアンニーバレの最高傑作とはみなされなかった。ジョヴァンニ・ピエトロ・ベッロ―リはアンニーバレの晩年の作品を列挙した際に本作に言及しただけであり、カルロ・チェーザレ・マルヴァジアはさらに軽視している。現代の美術史では、作品はもっと賞賛されている。「視覚的効果により、礼拝堂にいる鑑賞者たちは、聖母が墓から画面外側へ、鑑賞者の頭上を越えて、実際に『聖母戴冠』が描かれている袖廊の穹窿へと舞い上がる際の神々しい力の奔流を自身で経験することを保証した」と、ローズマリー・ミュア・ライト (Rosemary Muir Wright) は述べている。そして、「聖母自身がその完璧性をラファエロのモデルに負う理想美の偶像となった。明らかな視覚的確信にもとづく自然主義的形態と三次元的空間にもかかわらず、この理想化は出来事の超自然性を想起させる必須のものを供給した」。

## ギャラリー

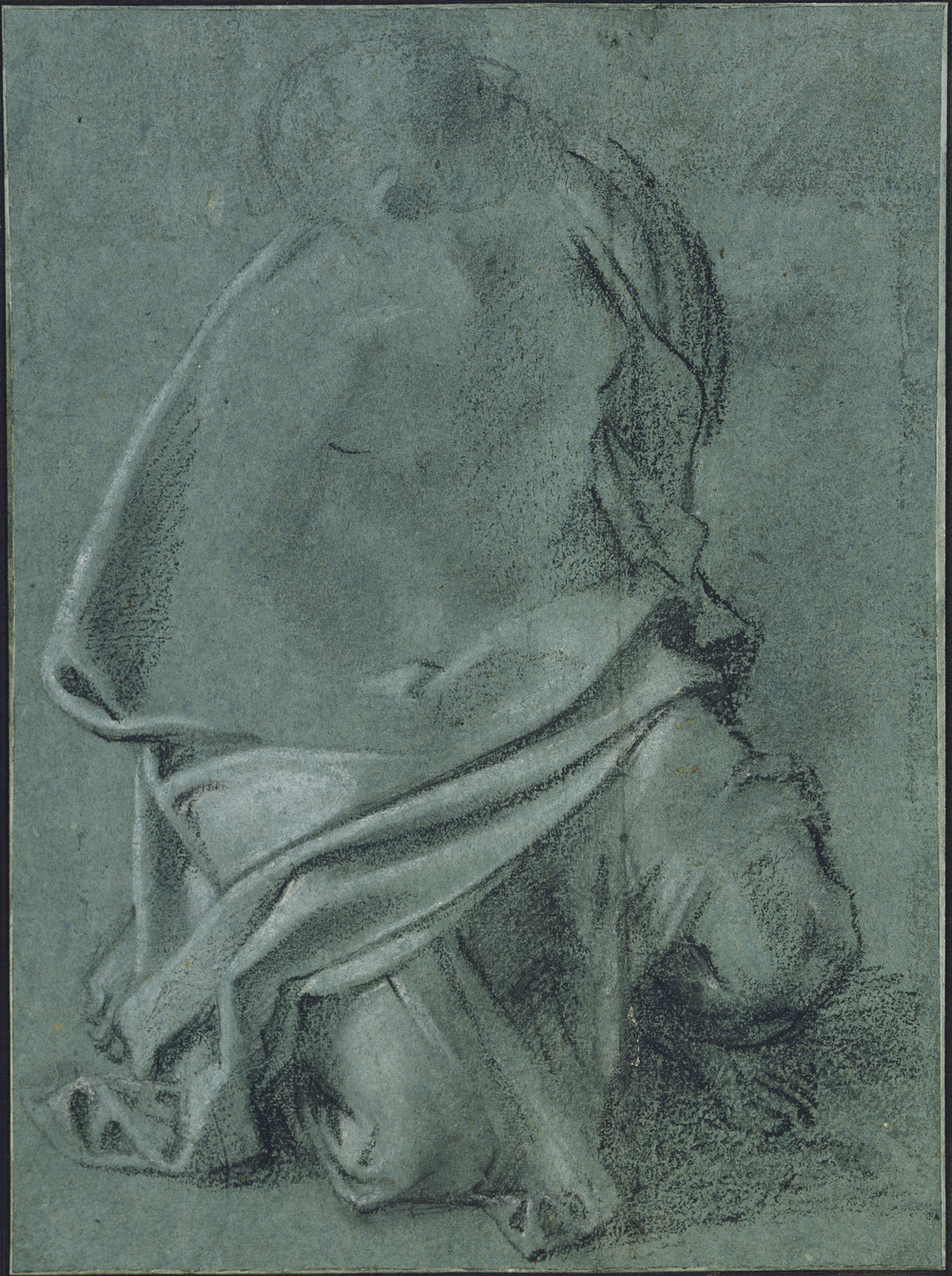
準備習作「聖ペテロ」、ロイヤル・コレクション
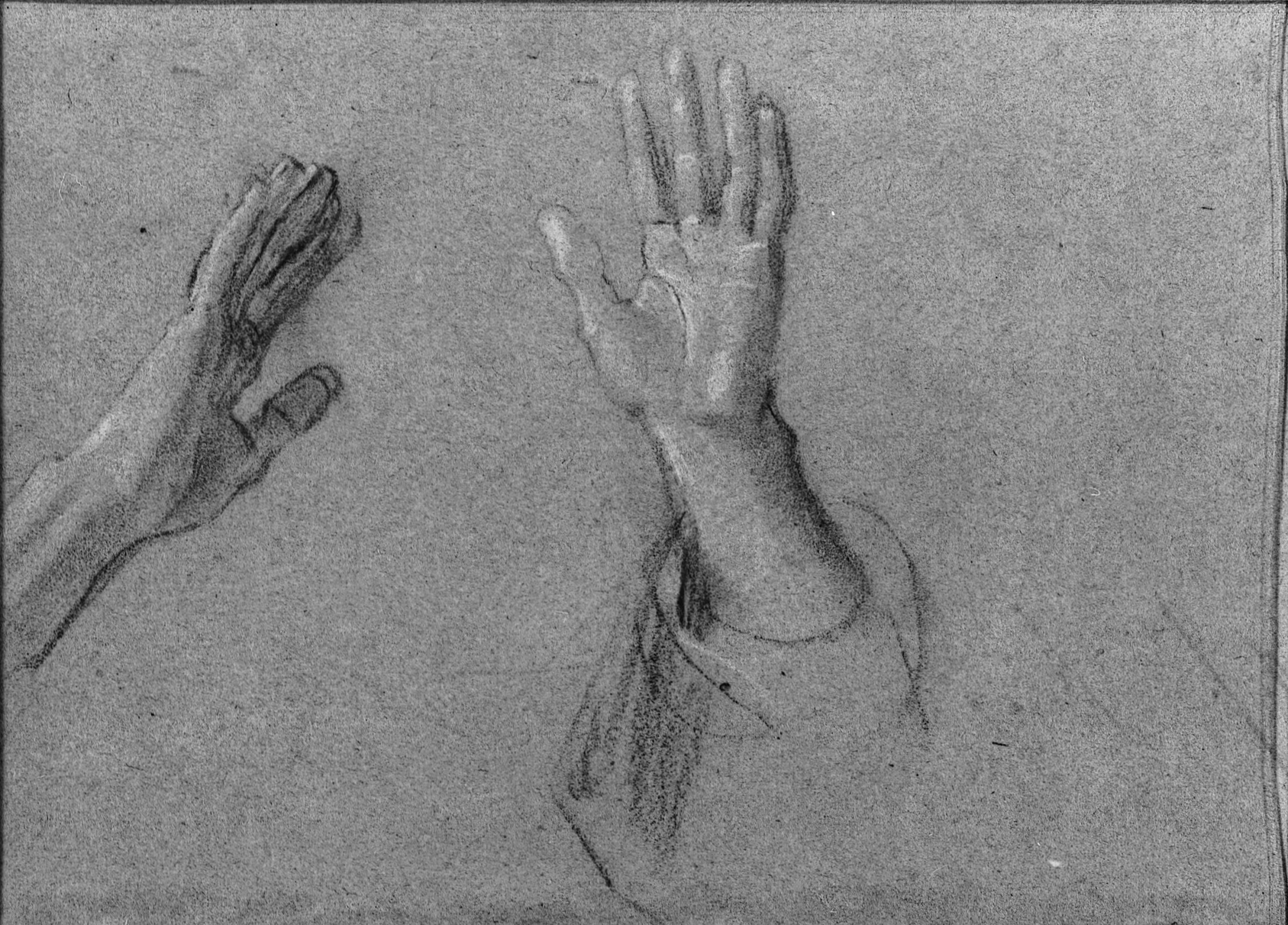
準備習作「使徒の手」ロイヤル・コレクション
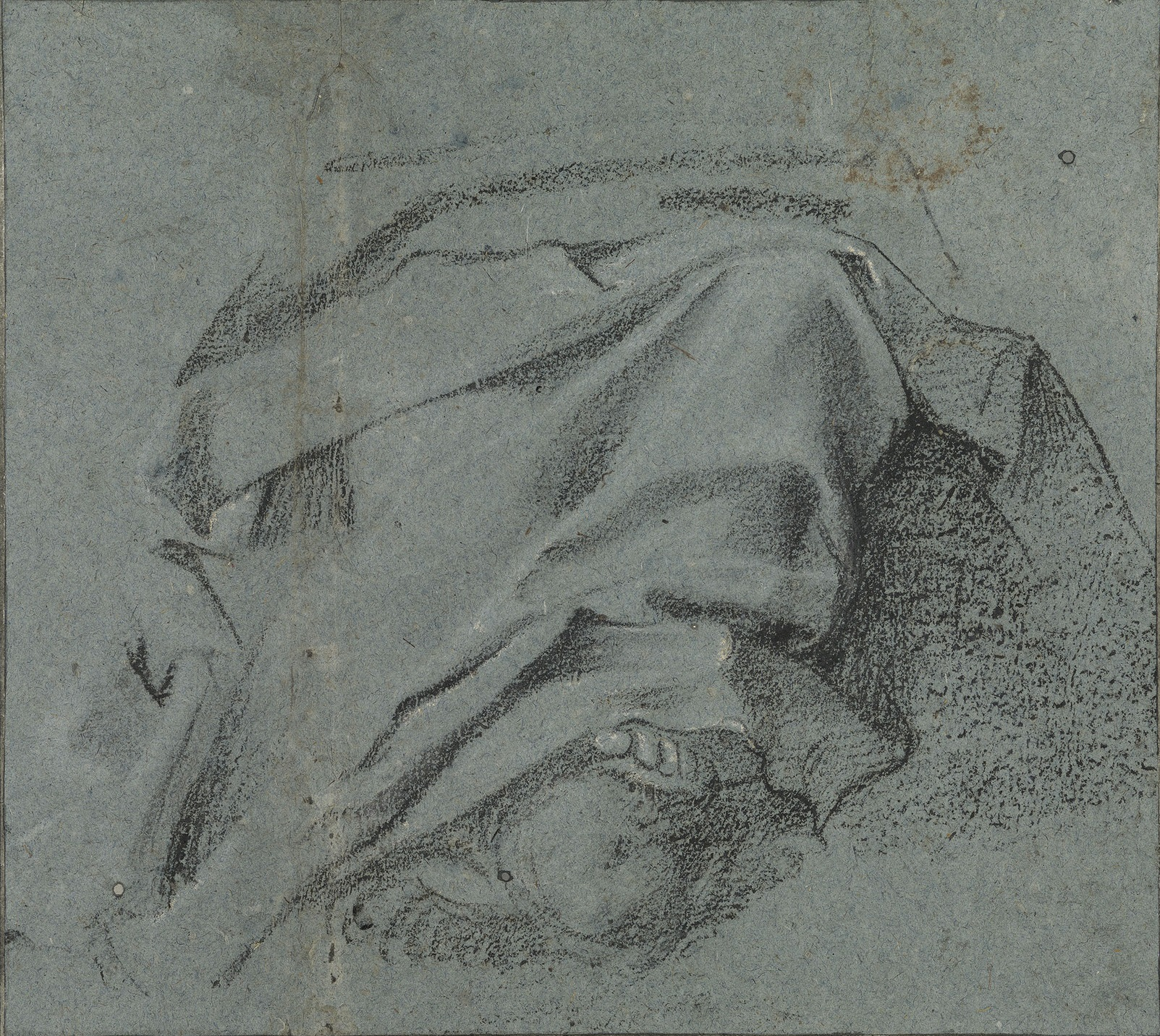
準備習作「聖母の衣服」、ロイヤル・コレクション
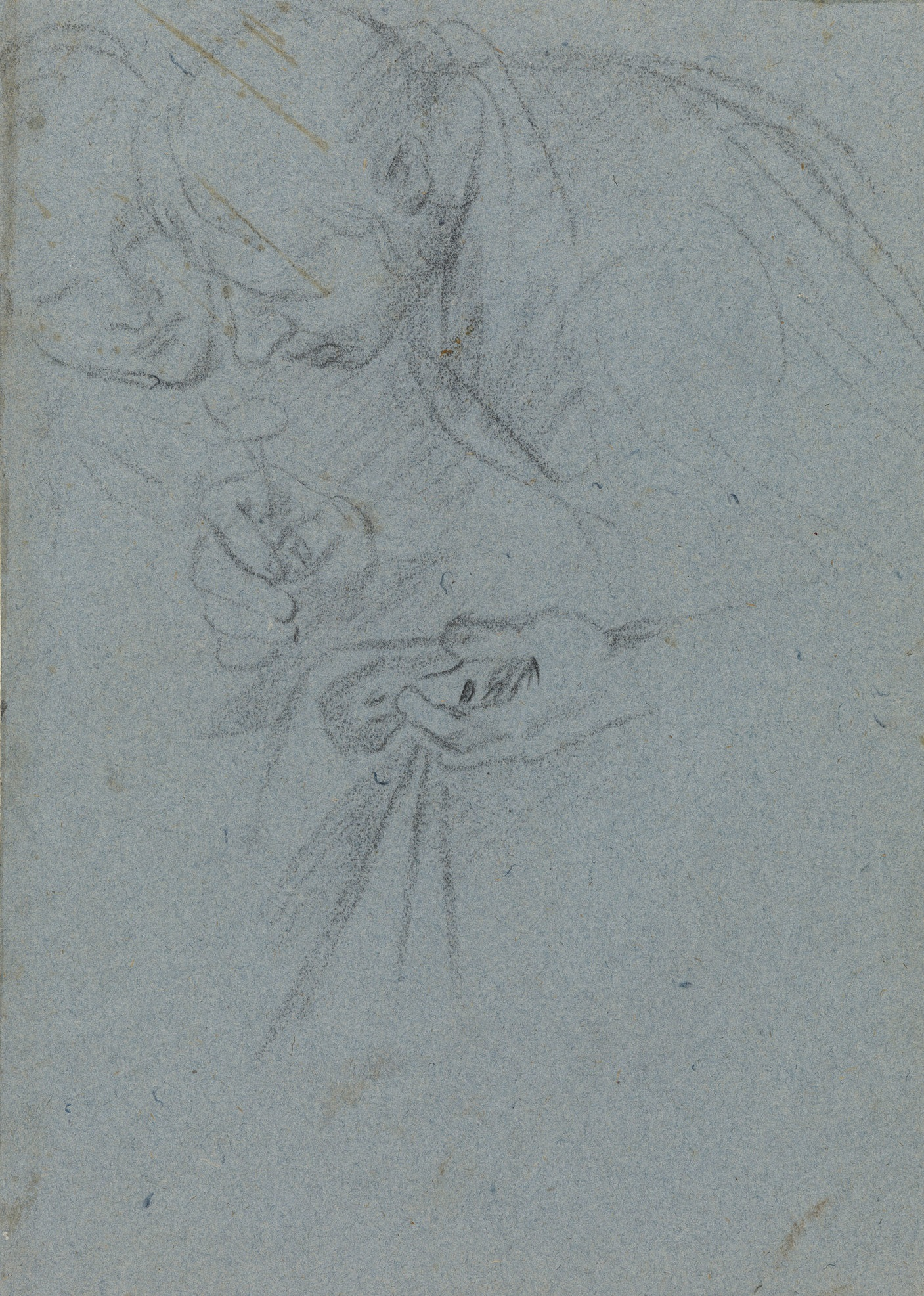
スケッチ「墓に身を屈める2人の使徒」、ロイヤル・コレクション